# IS/LM-modellen

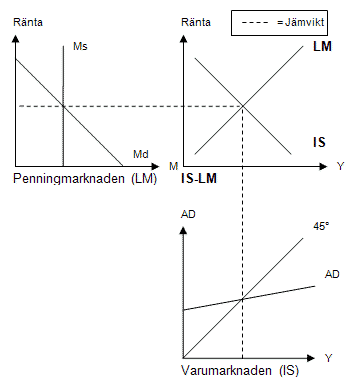
- Y = BNP
- M = Pengar
- Ms = Utbud av pengar, bestämt av riksbanken
- Md = Efterfrågan av pengar, beroende av varumarknaden
- AD = Aggregerad efterfrågan

IS/LM modellen är en vidareutveckling av den Keynesianska korsmodellen. 
IS står för Investment (investering) och Saving (sparande) modellen medan LM står för Liquidity (likviditet) och Money (pengar)
IS-Kurvan är en negativt lutande kurva och LM-kurvan är en positivt lutande kurva där X-axeln utgörs av BNP och Y-axeln av ränta. Där kurvorna korsas råder jämvikt på både varumarknaden och penningmarknaden.
IS-kurvan härleds av varumarknaden (den Keynesianska korsmodellen) och visar vilken ränta som krävs vid varje given BNP för att varumarknaden skall vara i jämvikt. En förändring i statliga utgifter (G eller T) förskjuter IS-kurvan. 
LM-kurvan härleds av penningmarknaden och visar vilken BNP som krävs vid varje given ränta för att penningmarknaden skall vara i jämvikt. En förändring av penningutbudet (Ms) förskjuter LM-kurvan.
Modellen illustrerar det jämviktsförhållande mellan BNP och ränta som både penningmarknaden och varumarknaden kommer att eftersträva. Penningmarknaden är mer lättrörlig än varumarknaden och kommer därför att anpassa sig först. 
Vid en öppen ekonomi antas att räntan anpassas för omvärlden och alltså är oberoende. Modellen utvidgas då till Mundell-Fleming-modellen (också kallad IS-LM-FE-modellen). 
Till bilden intill med diagrammet AS-AD står AS för aggregerade utbudet (Aggregated Supply) och AD står får aggregerade efterfrågan (Aggregated Demand).